# Velkovți, Pernik
Velkovți (în bulgară Велковци) este un sat în comuna Breznik, regiunea Pernik,  Bulgaria. 

## Demografie
Componența etnică a satului Velkovți
     Bulgari (93,39%)
     Nicio identificare (6,6%)
     Altele (0%)
La recensământul din 2011, populația satului Velkovți era de 212 locuitori. Din punct de vedere etnic, majoritatea locuitorilor (93,39%) erau bulgari. Pentru 6,6% din locuitori nu este cunoscută apartenența etnică.